# Moorchang

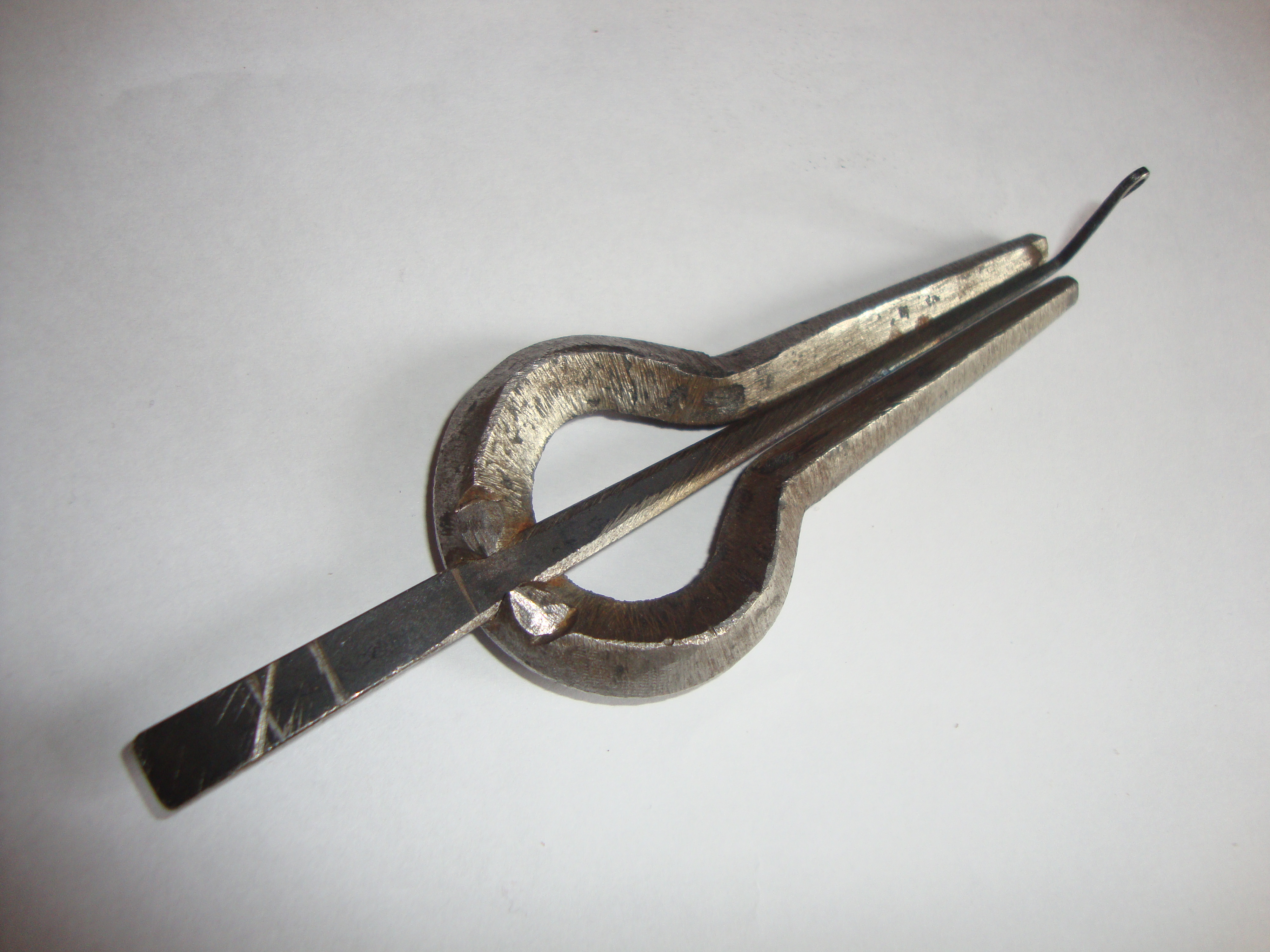
Un moorchang.

La moorchang, murchang ou môrsing, est une guimbarde indienne en métal.

## Facture
Elle est en acier et mesure 12 cm de long, ayant la forme d'une serrure.

## Jeu
Elle est utilisée depuis le début du XXe siècle autant dans la musique folklorique que dans la musique carnatique du sud. Elle est tenue contre les dents et actionnée avec l'index, dans un mouvement de va-et-vient dirigé plutôt vers le musicien. 
Elle est considérée comme un véritable instrument de percussion puisqu'on peut y exécuter tous les rythmes de l'Inde. Dans la musique carnatique, elle accompagne tant les chanteurs que les autres instruments, à moins qu'elle ne participe à un ensemble de percussions.